# Maltès
El maltès o maltés és la llengua oficial de Malta, i una de les llengües oficials a la Unió Europea. És una llengua semítica derivada de l'àrab i hi està molt relacionada (sobretot a les varietats nord-africanes), però durant la seva història ha manllevat mots i característiques fonètiques i fonològiques de l'italià, de l'anglès i especialment del sicilià. El maltès és l'única llengua semítica que s'escriu amb l'alfabet llatí.
És oficial a Malta des del 1936, juntament amb l'anglès. Abans d'això, l'única llengua oficial a Malta era l'italià. S'estimen uns 522.000 parlants de maltès avui dia. Hi ha un nombre significant d'emigrants maltesos a Austràlia i el Canadà que encara empren aquesta llengua.
Des de l'entrada de Malta a la Unió Europea el 2004 el maltès també n'és llengua oficial.

## Gramàtica
Tot i estar influenciada per les llengües romàniques, la gramàtica maltesa continua sent principalment semítica. Els adjectius van darrere el nom, no hi ha adverbis nadius formats separadament, i l'ordre de les paraules és força flexible. Igual que en àrab i en hebreu, tant el nom com l'adjectiu que el complementa (quan tenen un origen semític) prenen l'article definit (per exemple L-Art l-Imqaddsa, literalment ‘La Terra la Santa’ = ‘Terra Santa’, compareu amb l'àrab: الأرض المقدسة, al-Arḍ al-Muqaddasa). Aquesta regla no afecta els noms i adjectius d'origen romànic.
Els noms tenen forma plural i també dual (un tret rar entre les llengües europees modernes, només compartit per l'islandès, l'eslovè i el sòrab). Els verbs conserven el patró semític triliteral, en el qual la conjugació verbal es fa amb prefixos, infixos i sufixos (per exemple, ktibna, àrab katabna, hebreu katavnu, ‘vam escriure’). Hi ha dos temps verbals: present i pretèrit.
Un tret inusual del sistema verbal maltès és que incorpora verbs d'origen romànic i hi afegeix els prefixos i sufixos aràbics per conjugar-los (per exemple, iddeċidejna < (i)ddeċieda (‘decidir’) + -ejna (marca de ‘vàrem’). L'àrab rarament ho fa, això, tret d'alguns dialectes com el tunisià.
La gramàtica maltesa generalment mostra dos comportaments: segons el model semític i segons el model romànic, i fa l'efecte que hi coexisteixen dues gramàtiques.
El model romànic és en general més simple. Les paraules d'origen romànic se solen pluralitzar de dues maneres: afegint-hi -i o -jiet (p. ex. lingwa > lingwi, 'llengües'; arti > artijiet, 'arts'). Els plurals semítics, per contra, són molt més complicats; si són regulars es marquen amb -iet/-ijiet (compareu amb l'àrab -at o l'hebreu -ot) o amb -in (compareu amb l'àrab -in o l'hebreu -im). En el cas dels irregulars, entren en la categoria de pluralis fractus, en la qual una paraula és pluralitzada per canvis vocàlics interns: ktieb > kobta, ‘llibres’, raġel > irġiel, ‘homes’. Aquest mecanisme està molt refinat en àrab i també ho mostra l'hebreu (sefer > sfarim, ‘llibres’).

## Vocabulari
El vocabulari maltès és de base àrab amb gran influència de l'italià sicilià (més que no del toscà). En aquest aspecte, s'assembla a l'anglès en els seus orígens (base germànica amb gran aportació romànica) i al persa (base irànica amb gran aportació àrab).
Normalment, les paraules que expressen idees i conceptes bàsics són d'origen àrab, mentre que les paraules més «adquirides» que tenen a veure amb idees i objectes nous, govern, llei, educació, art, literatura, i aprenentatge en general, deriven del sicilià. Així, paraules com raġel ‘home’, mara ‘dona’, tifel ‘nen’, dar ‘casa’, xemx ‘sol’, venen de l'àrab (compareu amb rajul, almar'ah, tifl, dar, xams), mentre que paraules com ara skola ‘escola’, gvern ‘govern’, repubblika ‘república’, re ‘rei’, natura ‘natura’, pulizija ‘policia’, ċentru ‘centre’, teatru ‘teatre’, differenza ‘diferència’, deriven del sicilià. S'estima que un cinquanta per cent del lèxic és semític, mentre que la resta és romànic.
Les paraules romàniques normalment reflecteixen la pronunciació siciliana, no la toscana. Així, la o final esdevé u (per exemple teatru, i no teatro com en toscà). De la mateixa manera, la e final esdevé i (com a arti ‘art’, fidi ‘fe’, lokali ‘local’; compareu-ho amb el toscà arte, fede, locale).
També va adoptar paraules de probable origen català com it-tramuntana per a ‘nord’, il-punent, ‘oest’, i d'altres. Estudis recents han aportat llistes d'un parell de centenars de paraules del maltès de probable origen català, entre elles diversos noms d'ocell com ara sturnell, ‘estornell’ o gawwija ‘gavina’. La presència del català a Malta va ser continuada des del segle xiii al segle xviii.
Els manlleus de l'anglès són habituals, transliterats, com ara strajk (de strike), daljali (de dial); o no transliterats, com ara union, leave i bonus.